# Reliance (Schiff, 1827)
Die Reliance war ein Handelsschiff des 19. Jahrhunderts. Die Fregatte lief im Jahr 1842 auf dem Rückweg von China nach England vor Frankreich auf Grund. Bei dem Schiffsunglück starben zahlreiche Menschen.

## Geschichte
Die Reliance und die Abercromby-Robinson sollten zwei im Fluss von Canton verbrannte Indienfahrer ersetzen. Sie wurden ab 1825 in den Werften von Deptford für die Britische Ostindien-Kompanie gebaut. Die Reliance wurde 1827 vom Stapel gelassen. Seine erste Fahrt nach Bengalen und China sollte das Schiff am 8. Februar 1828 antreten.
Aus dem Besitz der Ostindien-Kompanie ging es ohne Namenswechsel in den des Hauses Wigram und Green über.

## Untergang
Die zu zwei Fünfteln in Europa, zu drei Fünfteln in Kalkutta und Bombay auf 250.000 Pfund Sterling versicherte Reliance wurde von Kapitän Green kommandiert. An Bord waren 122 Personen. Die Mannschaft bestand aus 85 Europäern, 22 Chinesen und einigen Lascaren, wie man indische Matrosen im Dienste der Kompanie nannte, außerdem reisten auch fünf Passagiere mit dem Frachter. Der irische Schiffsleutnant namens Walsh war ein Freund des Dichters Thomas Moore.
Das Schiff war seit dem Frühling 1842 auf dem Heimweg von Canton nach Europa und hatte auf der ganzen Reise immer wieder mit widrigen Winden und schlechtem Wetter zu kämpfen gehabt. Am Abend des 13. November 1842 nahm die Besatzung ein Leuchtfeuer wahr, das der Kapitän für den Leuchtturm von Dungeness hielt. Tatsächlich aber handelte es sich um das Feuer von Cap Gris-Nez. Spätere Untersuchungen ergaben, dass das Schiff sich wohl weiter im Süden befand als angenommen, weil ein eiserner Wassertank für eine Deviation des Kompasses gesorgt hatte.
In der Augsburger allgemeinen Zeitung wurde ein sehr detaillierter Bericht über die weiteren Vorkommnisse veröffentlicht. Laut dieser Publikation lief das Unglück folgendermaßen ab: Kurz nach Mitternacht lief das Schiff auf Grund und war binnen kürzester Zeit manövrierunfähig. Kapitän Green ließ einen Mast und die Focksegel kappen. Er befahl außerdem, Schüsse als Notsignale abzugeben. Die Matrosen, die damit beauftragt wurden, entdeckten aber auf ihrer Suche nach Pulver und Gewehren eine Kiste mit geistigen Getränken und tranken sich laut Bericht der Augsburger allgemeinen Zeitung einen Rausch an, statt ihren Pflichten nachzukommen. Das aufgelaufene Schiff wurde im Lauf der Nacht durch den Wellengang immer weiter beschädigt. Eine Schaluppe und zwei Kähne, die man am Morgen flottmachen wollten, erwiesen sich als nicht mehr einsatzfähig. Der Bau eines Floßes scheiterte am Widerstand der Matrosen. Etwa um neun Uhr morgens zerbrach das Schiff. Ungefähr die Hälfte der Personen, die sich an Bord befunden hatten, wurde dabei ins Meer gespült, der Rest, darunter auch Green und Walsh, klammerte sich noch am Hinterdeck und den Überresten des Mastwerks fest. Als gegen halb zehn Uhr auch das Hinterdeck sich auflöste, versuchten die letzten Überlebenden sich auf einer Planke an die Küste treiben zu lassen. Da diese nicht tragfähig genug für alle war, brachen verzweifelte Kämpfe aus. Letzten Endes gelangten nur zwei Personen lebend, wenn auch ohnmächtig, auf diese Weise an Land. Laut der Augsburger allgemeinen Zeitung überlebten nur sieben Personen das Unglück, andere Quellen geben insgesamt etwas andere Zahlen an und sprechen von acht, zehn oder zwölf Überlebenden. Zwölf Leichen, darunter die des Kapitäns, wurden an Land getrieben. Unter den Gegenständen, die geborgen wurden, war auch ein Brief, den einer der Männer an Bord tags zuvor geschrieben hatte, um seine Mutter über seine baldige Heimkehr zu unterrichten. In einem Brief des Kapitäns Green, den dieser kurz vor der Strandung einem begegnenden Schiff mitgegeben hatte, fand sich eine Beschreibung der mühseligen Reise seit dem Frühjahr.

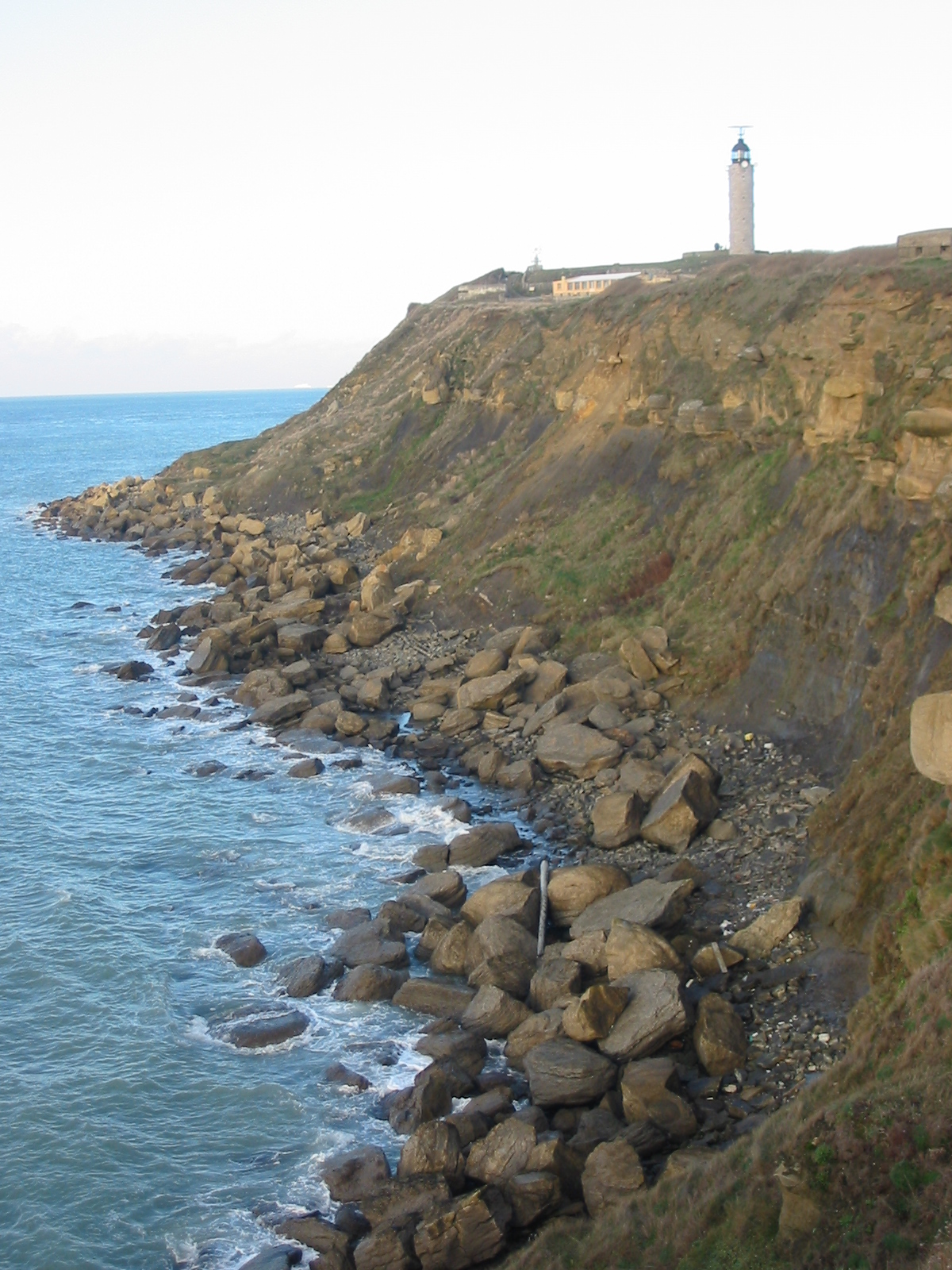
Leuchtturm von Cap Gris-Nez

Zwei Monate später scheiterte das Schiff Conqueror, das ebenfalls Wigram und Green gehörte, fast an derselben Stelle.

## Versteigerung der Teeladung und die Folgen
Als die Reliance vor der französischen Küste scheiterte, war sie mit 1.883.700 Pfund Tee in 27.000 Kisten beladen. Das entsprach etwa einem Siebzehntel oder einem Sechzehntel der Menge Tee, die England damals jährlich aus China ausführte. Davon wurden ungefähr 1500 mehr oder weniger beschädigte Kisten an Land geschwemmt, weshalb in Boulogne eine Versteigerung des Tees anberaumt wurde. Etwa 500 Käufer fanden sich dabei ein. Dem Bericht der Augsburger allgemeinen Zeitung zufolge gab es nach der Versteigerung weithin entlang der Küste keine Hütte mehr, die „sich nicht mit einer starken Portion Thee versehen“ hatte, zumal der beste für etwa anderthalb Francs pro Kilogramm zu bekommen war.
Dieser Teeverkauf blieb nicht ohne Folgen: Ein Pariser Handelshaus kaufte etwa 10.000 Kilogramm schwarzen Tee aus der Ladung des gestrandeten Schiffes und ließ ihn mittels Chromgelb und Bleierz umfärben, um ihn als grünen Tee zu verkaufen. Zwei Arbeiter, die mit dieser Aufgabe betraut waren, wurden aber mit schweren Koliken ins Spital eingeliefert, woraufhin der Betrugsversuch geahndet wurde.